# Anders Ygeman
Anders Ingvar Ygeman nacido el 17 de junio de 1970) es un político sueco del Partido Socialdemócrata Sueco. Desde 2019 forma parte del gobierno sueco como Ministro de Energía y Ministro de Desarrollo Digital. Fue Ministro del Interior del Gobierno sueco de 2014 a 2017. Ha sido miembro del Riksdag desde 1996 (como suplente desde 1995). 

## Biografía
Ygeman creció en Hagsätra y vivió en Årsta, Estocolmo. Es hijo del periodista Ingvar Ygeman. En 1990, Ygeman estudió criminología en la Universidad de Estocolmo durante un semestre, pero abandonó sin título.
Anders Ygeman fue liberado en 1990 de hacer el servicio militar. Ha comentado de su tiempo en la milicia lo siguiente: "Estuve poco tiempo, me fui rápidamente. Después de cinco días solicité un servicio sin armas. Básicamente, probablemente soy bastante pacifista".
Ygeman fue presidente de la SSU de Estocolmo en 1992-1996 y vicepresidente de la SSU en 1995-1997.
Ygeman es parlamentario desde 1996.
Está casado con Elisabeth Brandt-Ygeman y juntos tienen dos hijos.